# Mantingan-moskee
Mantingan-moskee is een van de oudste moskeeën in Indonesië, gelegen in het centrum van Jepara op het eiland Java. Aangenomen wordt dat de moskee is gebouwd door Sunan Hadlirin in het tijdperk van het Kalinyamat-koninkrijk in 1559, gebaseerd op een chronogram dat zich ooit bovenaan de gebedsnis bevond.